# Donghai Airlines

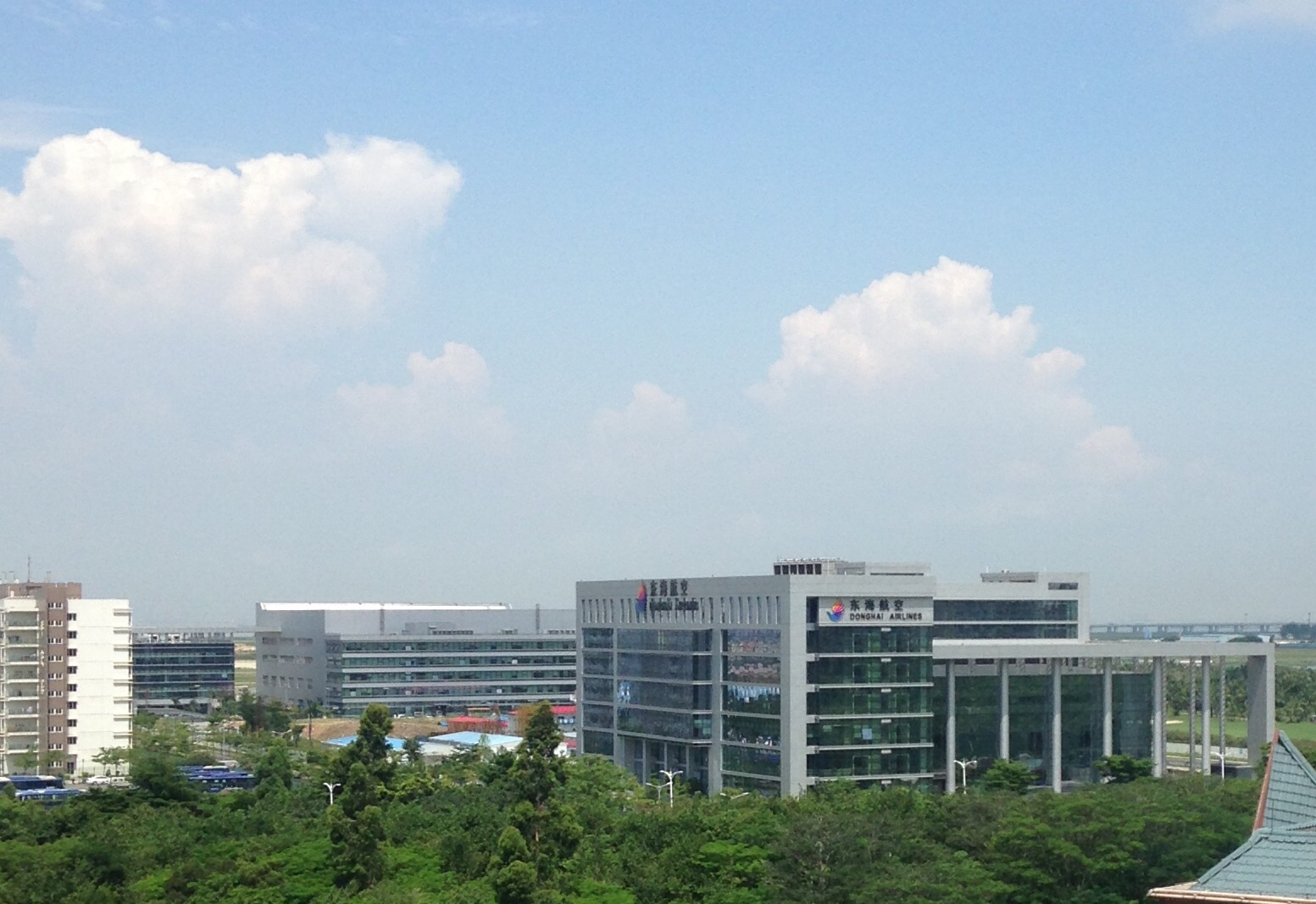
Trụ sở Donghai Airlines ở Thẩm Quyến, Trung Quốc

Donghai Airlines (tiếng Trung: 东海航空, Hãng hàng không Đông Hải) là một hãng hàng không có trụ sở tại Thâm Quyến, Quảng Đông, Trung Quốc, có trụ sở tại sân bay quốc tế Bảo An Thâm Quyến. 

## Lịch sử
Công ty được thành lập vào tháng 11 năm 2002 dưới tên gọi Jetwin Cargo Airline, với năm 2005 là ngày khởi đầu dự kiến cho các hoạt động bay, sử dụng máy bay Boeing 737. Ban đầu nó thuộc sở hữu của Tập đoàn Orient Holdings (65%) và (Công ty Hồng Công) East Pacific Holdings (35%). 
Đến năm 2006, hãng hàng không vẫn không hoạt động và tên của nó đã thay đổi thành hãng hàng không East Pacific. Theo đó, quyền sở hữu của công ty như sau: Shenzhen Donggang Trade (51%), Donghai United Group (25%) và Yonggang (24%), và dự kiến sẽ bắt đầu hoạt động vào tháng 8 năm 2006 theo giấy phép của Cục hàng không dân dụng Trung Quốc). Việc bàn giao máy bay chở hàng đầu tiên, ba máy bay chở khách Boeing 737-300 đã được cải hoán, đã tiến hành vào tháng 9 năm 2006. 
Trong năm 2010, Công ty TNHH Donghai Jet đã đặt hàng mua năm chiếc máy bay phản lực Challenger từ Bombardier Aerospace để kinh doanh dịch vụ máy bay phản lực. Hãng đã nhận được máy bay phản lực Canadair CL-600 đầu tiên vào ngày 13 tháng 11 năm 2010. 
Vào năm 2015, hãng hàng không này đã công bố kế hoạch tăng mạnh các hoạt động của mình, bao gồm cả việc bắt đầu các chuyến bay quốc tế và đường dài từ năm 2020 đến năm 2023 và có 120 máy bay vào năm 2025, bao gồm Boeing 787 Dreamliners và Boeing 737-800 và Boeing 737 MAX.
Hãng có đường bay Thẩm Quyến - Phú Quốc.

## Đội tàu bay

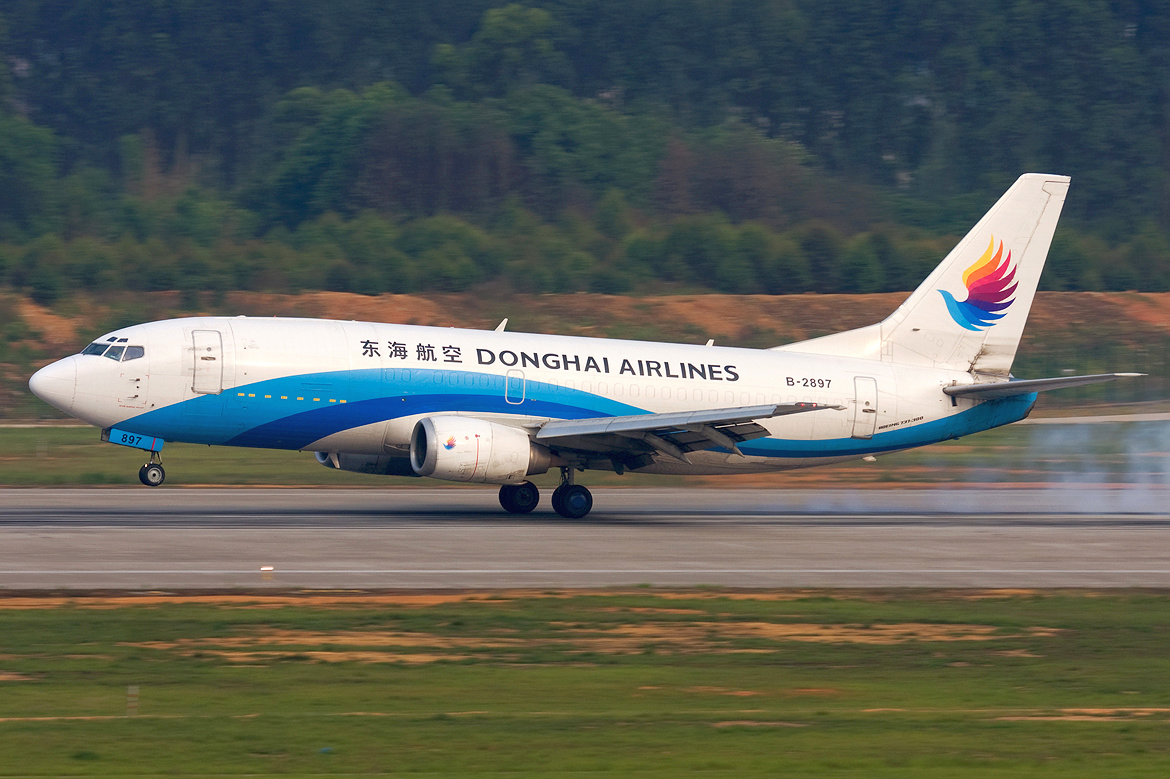
Một chiếc Boeing 737-300F của hãng tại Sân bay quốc tế Song Lưu Thành Đô năm 2011.

Đội tàu bay Donghai Airlines tính đến tháng 8 năm 2017: